# Furnia acuminata
Furnia acuminata är en insektsart som först beskrevs av Brunner von Wattenwyl 1891.  Furnia acuminata ingår i släktet Furnia och familjen vårtbitare. Inga underarter finns listade i Catalogue of Life.